# Nicole Bernard
Pour les articles homonymes, voir Bernard et Chassin.
Ne doit pas être confondu avec Nicole Besnard.
Nicole Bernard est une actrice de théâtre française. Elle apparait aussi sur les scènes de music-hall.

## Biographie
Ses deux sœurs ainées Lucille et Marianne Chassin sont actrices de théâtre,,.
Il s'agit sans doute de France Chassin, la quatrième fille de Charles-Louis Chassin et d'Agathe Claudine Sauvage, née dans le 18e arrondissement de Paris, le 10 mai 1873.
En mars 1888, France Chassin interprète À quoi rêvent les jeunes filles avec sa sœur Marianne dans une soirée donnée par Paul Eudel à Paris.
Artiste du théâtre de Dieppe en 1892, Nicole Bernard est engagée aux Ambassadeurs, en 1893. Au dernier moment, elle n'aurait pas osé affronter le public de l'avenue Gabriel et décide de s'essayer pendant quelques semaines sur une scène de moindre importance, au concert du boulevard Rochechouart.
Elle est engagée au Palais-Royal en 1894 et donne des représentations dans les salons et dans les cercles. Elle joue à Rouen en 1895 et 1896 et à Marseille.
France Chassin est célibataire. Elle demeure 80 rue de Tocqueville dans le 17e arrondissement où elle meurt le 23 septembre 1932.

## Théâtre
- 1894 : Le Flirt, au théâtre de la Bodinière[12].
- 1895 : Au rez-de-chaussée !, de Max Maurey et A Thamery, au théâtre de la Bodinière[13].
- 1895 : Fleur de Pôle[14].
- 1895 : Un Conseil judiciaire, de Jules Moinaux et Alexandre Bisson, au théâtre-français de Rouen[15].
- 1895 : Le Monde où l'on s'ennuie, d'Édouard Pailleron, au théâtre-français de Rouen[16].
- 1895 : Belle-Maman, de Victorien Sardou et Raymond Deslandes, au théâtre-français de Rouen, Suzanne[17].
- 1895 : Famille !, d'Auguste Germain, au théâtre-français de Rouen[18].
- 1895 : L'Age difficile, de Jules Lemaître, au théâtre-français de Rouen, Yoyo de Montaille[19].
- 1896 : Le Remplaçant, de William Busnach et Georges Duval, au théâtre-français de Rouen, Valentine Ducloseau[20].
- 1896 : Monsieur le Directeur, d'Alexandre Bisson, au théâtre-français de Rouen, Suzanne[21].
- 1896 : Mon Oncle Barbassou, d’Émile Blavet et Fabrice Carré, au théâtre des Variétés de Marseille[22],[23].
- 1897 : Kif-Kif-Revue, revue d'Alfred Delilia, à l'Eldorado, rôle de la Commère[24],[25],[2],[26].
- 1899 : Nana, d'après Émile Zola aux Bouffes du Nord, Nana[27],[28].

## Iconographie
Son buste par Léopold Savine est exposée au salon des artistes de 1895.